# Bulbophyllum suavissimum
Bulbophyllum suavissimum är en orkidéart som beskrevs av Robert Allen Rolfe. Bulbophyllum suavissimum ingår i släktet Bulbophyllum och familjen orkidéer. Inga underarter finns listade i Catalogue of Life.